# لطف‌آباد (سردشت)
لطف‌آباد یک روستا در ایران است که در بخش شهیون شهرستان دزفول در استان خوزستان واقع شده‌است.

## جمعیت
این روستا در دهستان احمدفداله قرار دارد و براساس سرشماری مرکز آمار ایران در سال ۱۳۸۵، جمعیت آن ۲۵ نفر (۷ خانوار) بوده‌است.